# Paula Dumont
Paula Dumont, parfois nom de plume Pascale Desalins (née en 1946 dans le Doubs) est une femme de lettres française.

## Biographie
Elle suit des études de lettres à la faculté de Lyon. Après avoir réussi aux épreuves du CAPES, elle devient professeure en école normale d'instituteurs de 1972 à 1991 puis professeure à l'IUFM de Montpellier de 1991 à 2006, date de son départ à la retraite. En 2001, elle soutient une thèse en littérature française à l'université Montpellier III.
Elle écrit depuis de nombreuses années. Sa première nouvelle, intitulée Le Refuge, a paru en 1976 sous le nom de plume de Pascale Desalins, dans le numéro 275 de la revue Arcadie, du mouvement homophile de France.
Retraitée, elle adhère au Collectif contre l'homophobie (CCH) et à une association féministe, Psyc et Genre. Elle participe à des cafés et des débats dans le cadre de ces deux associations.

## Ouvrages
À compter de sa retraite de l'Éducation nationale qui l'obligeait à un devoir de réserve, Paula Dumont publie des ouvrages sur le thème de l'homosexualité féminine.
- Mauvais genre, parcours d'une homosexuelle, L'Harmattan, 2009[6],[7].
- La Vie dure, éducation sentimentale d'une lesbienne, L'Harmattan, 2010[8],[7].
- Lettre à une amie hétéro, propos sur l'homophobie ordinaire, L'Harmattan, 2011[7].
- Le Règne des femmes, conte philosophique, L'Harmattan, 2012.
- Les Convictions de Colette. Histoire, politique, guerre, condition des femmes, L'Harmattan, 2012[9].
- Portée disparue, aller simple pour Alzheimer, L'Harmattan, 2014[10].
- Entre femmes, 300 œuvres lesbiennes résumées et commentées, L'Harmattan, 2015[11].
- Contes et Nouvelles lesbiennes, L'Harmattan, 2016[12].
- Les Premiers Pas, un amour lesbien, L'Harmattan, 2017.
- Autobiographie, féminisme, homosexualité, écriture, milieu social, profession, L'Harmattan, 2017[13].
- Entre femmes, 250 œuvres lesbiennes résumées et commentées, tome 2, L'Harmattan, 2019[14],
- Entre femmes, 250 œuvres lesbiennes résumées et commentées, tome 3, L'Harmattan, 2020.
- Entre Femmes, 200 œuvres lesbiennes résumées et commentées, tome 4, L'Harmattan, 2022.